# Чемпионат Пуэрто-Рико по волейболу среди мужчин
Чемпионат Пуэрто-Рико по волейболу среди мужчин — ежегодное соревнование мужских волейбольных команд Пуэрто-Рико. Проводится с 1958 года.
Организатором является Высшая мужская волейбольная лига (Liga de Voleibol Superior Masculino — LVSМ) — структурное подразделение Пуэрто-риканской федерации волейбола.

## Формула соревнований
Чемпионат в Высшей лиге в сезоне 2024 проводился с августа по декабрь в три этапа — два групповых и плей-офф. На 1-й стадии 8 команд играли в два круга. По её итогам все команды на 2-й групповой стадии были разбиты на две группы, в которых провели двухкруговые турниры с учётом всех результатов 1-го этапа. Все команды вышли в плей-офф и далее с выбыванием определили финалистов, которые разыграли первенство. Серии матчей плей-офф проводились до трёх (в четвертьфинале) и до четырёх (в полуфинале и финале) побед одной из команд
За победы со счётом 3:0 и 3:1 команды получают по 3 очка, за победы 3:2 — 2, за поражения 2:3 — 1 очко, за поражения 1:3 и 0:3 очки не начисляются.
В чемпионате 2024 в Высшей лиге участвовало 8 команд: «Карибес де Сан-Себастьян» (Сан-Себастьян), «Метс де Гуаянабо» (Гуаянабо), «Чангос де Наранхито» (Наранхито), «Кафетерос де Яуко» (Яуко), «Платенерос де Коросаль» (Коросаль), «Хигантес де Адхунтас» (Каролина), «Хигантес де Каролина» (Адхунтас), «Индиос де Маягуэс» (Маягуэс), . В финале «Карибес де Сан-Себастьян» победил «Метс де Гуаянабо» 4-3 (3:1, 2:3, 3:0, 1:3, 3:0, 1:3, 3:2). 3-е место занял «Чангос де Наранхито». 

## Чемпионы
| - 1958 «Чангос де Наранхито» Наранхито - 1959 «Чангос де Наранхито» Наранхито - 1960 «Брухос де Гуаяма» Гуаяма - 1961 «Кафетерос де Яуко» Яуко - 1962 «Кафетерос де Яуко» Яуко - 1963 «Леонес де Понсе» Понсе - 1964 «Леонес де Понсе» Понсе - 1965 «Леонес де Понсе» Понсе - 1966 «Кафетерос де Яуко» Яуко - 1967 «Чангос де Наранхито» Наранхито - 1968 «Кафетерос де Яуко» Яуко - 1969 «Чангос де Наранхито» Наранхито - 1970 «Чангос де Наранхито» Наранхито - 1971 «Кафетерос де Яуко» Яуко - 1972 «Кафетерос де Яуко» Яуко - 1973 «Хигантес де Адхунтас» Адхунтас - 1974 чемпионат отменён - 1975 «Кафетерос де Яуко» Яуко - 1976 «Метс де Гуаянабо» Гуаянабо - 1977 «Платанерос де Коросаль» Коросаль - 1978 «Платанерос де Коросаль» Коросаль - 1979 «Платанерос де Коросаль» Коросаль - 1980 «Платанерос де Коросаль» Коросаль - 1981 «Патриотас де Ларес» Ларес - 1982 «Платанерос де Коросаль» Коросаль - 1983 «Патриотас де Ларес» Ларес - 1984 «Платанерос де Коросаль» Коросаль - 1985 «Чангос де Наранхито» Наранхито - 1986 «Чангос де Наранхито» Наранхито - 1987 «Платанерос де Коросаль» Коросаль - 1988 «Чангос де Наранхито» Наранхито - 1989 «Чангос де Наранхито» Наранхито - 1990 «Чангос де Наранхито» Наранхито - 1991 «Чангос де Наранхито» Наранхито | - 1992 «Чангос де Наранхито» Наранхито - 1993 «Чангос де Наранхито» Наранхито - 1994 «Леонес де Понсе» Понсе - 1995 «Чангос де Наранхито» Наранхито - 1996 «Чангос де Наранхито» Наранхито - 1997 «Чангос де Наранхито» Наранхито - 1998 «Чангос де Наранхито» Наранхито - 1999 «Карибес де Сан-Себастьян» Сан-Себастьян - 2000 «Ребельдес де Мока» Мока - 2001 «Чангос де Наранхито» Наранхито - 2002 «Патриотас де Ларес» Ларес - 2003 «Чангос де Наранхито» Наранхито - 2004 «Чангос де Наранхито» Наранхито - 2005 «Чангос де Наранхито» Наранхито - 2006 «Чангос де Наранхито» Наранхито - 2007 «Чангос де Наранхито» Наранхито - 2008 «Платанерос де Коросаль» Коросаль - 2009 переход на систему «осень—весна» - 2010 «Платанерос де Коросаль» Коросаль - 2011 «Хигантес де Каролина» Каролина - 2012 «Каридурос де Фахардо» Фахардо - 2013 «Капитанес де Аресибо» Аресибо - 2014 «Метс де Гуаянабо» Гуаянабо - 2015 «Метс де Гуаянабо» Гуаянабо - 2016 «Метс де Гуаянабо» Гуаянабо - 2017 «Метс де Гуаянабо» Гуаянабо - 2018 «Метс де Гуаянабо» Гуаянабо - 2019 (осень-весна) «Метс де Гуаянабо» Гуаянабо - 2019 (весна-осень) «Метс де Гуаянабо» Гуаянабо - 2020 чемпионат отменён - 2021 «Чангос де Наранхито» Наранхито - 2022 «Метс де Гуаянабо» Гуаянабо - 2023 «Карибес де Сан-Себастьян» Сан-Себастьян - 2024 «Карибес де Сан-Себастьян» Сан-Себастьян |